# リー・ハーライン
リー・ハーライン（Leigh Harline, 1907年3月26日 - 1969年12月10日）は、アメリカ合衆国の作曲家。『星に願いを』の作曲者として知られる。

## 略歴
ユタ州ソルトレイクシティ出身。ユタ大学を卒業後、ロサンゼルスでラジオ局の音楽ディレクターを務め、1932年から1941年までウォルト・ディズニー・プロダクションに所属。『シリー・シンフォニー』の音楽を手掛けた。その後の作品にはフライシャー・スタジオの『バッタ君町に行く』（1941年）や、ボブ・ホープとビング・クロスビー主演の『アラスカ珍道中』（1945年）などがある。

## 主な作品
- 白雪姫（1937）
- ピノキオ（1940）
- バッタ君町に行く（1941）
- 打撃王（1942）
- キャグニイの新聞記者（1943）
- アラスカ珍道中（1945）
- 春の珍事（1949）
- モンキー・ビジネス（1952）
- 拾った女（1953）
- 底抜けふんだりけったり（1953）
- 折れた槍（1954）
- 東京暗黒街・竹の家（1955）
- 無法の王者ジェシイ・ジェイムス（1957）
- 眼下の敵（1957）
- 西部の人（1958）
- ワーロック（1959）
- よろめき珍道中（1960）
- ガールハント（1961）
- ラオ博士の7つの顔（1964）

## 受賞歴
- 1940年 - アカデミー作曲賞、アカデミー歌曲賞
- 2001年 - ディズニー・レジェンド